# Ножан-сюр-Сен (округ)
Ножан-сюр-Сен (фр. Nogent-sur-Seine) — округ (фр. Arrondissement) во Франции, один из округов в регионе Гранд-Эст. Департамент округа — Об. Супрефектура — Ножан-сюр-Сен.
Население округа на 2006 год составляло 52 280 человек. Плотность населения составляет 41 чел./км². Площадь округа составляет всего 1277 км².